# Музей бумаги
Музей бумаги в Дюрене (нем. Papiermuseum Düren) — художественно-исторический музей в городе Дюрен (земля Северный Рейн-Вестфалия), основанный в 1981 году и открытый в 1987 — по инициативе профсоюзного лидера Питера Фиховера, работавшего в бумажной промышленности города; один из семи германских музеев, существенная часть коллекции которых посвящена изделиям из бумаги; тесно связан с музеем Леопольда Хёша; с начала 1980-х годов регулярно проводит международное биеннале бумажного искусства «PaperArt», специализирующееся на произведениях современного искусства из бумаги и картона.

## История и описание
С производством бумаги связана значительная часть истории города Дюрен: информации о производстве обнаруживается здесь непрерывно с 1576 года и по сегодняшний день. Все бумажные заводы и фабрики (со временем их стало 68) разместились вдоль реки, чья мягкая вода была особенно важна для производственного процесса. Дюрен вплоть до 1970-х годов носил неофициальное название «города газет» (Stadt des Papiers) Германии. В регионе также были сосредоточены многочисленные субподрядчики, связанные с производством (от машиностроителей до учебных заведений).
Представители бумажной промышленности региона приняли участие в выставке «Бумага — история — производство — художественный дизайн» (Das Papier — Geschichte — Herstellung — künstlerische Gestaltung), прошедшей в музее Леопольда Хёша в 1981 году — в которой, одновременно, приняли участие и художники из целого ряда стран мира. По инициативе директора музея Хёша Доротеи Эймерт (Dorothea Eimert-Brings) в 1984 году в городе был создан союз «Förderverein Düren, Jülich, Euskirchener Papiergeschichte», председателем которого стал предприниматель Генрих Август Шеллер (фабрика «Schoellershammer»). Целью союза стало создание в Дюрене музея бумаги: подобная идея обсуждалась задолго до 1980-х годов и ещё в 1939 году было начато его создание (в 1944 году недостроенное здание было разрушено). Кроме того, первая выставка 1981 года превратилась в Международную биеннале бумажного искусства «PaperArt» (с 1986).
По инициативе профсоюзного лидера Питера Фиховера, 24 сентября 1987 года городской совет Дюрена решил создать музей бумаги — в здании бывшего гаража и заправочной станции Теодора Майзенберга (Tankstellen- und Garagenbetrieb Theodor Meisenberg), располагавшемся на улице Вальштрассе — непосредственно за музеем Леопольда Хеша. В итоге Питер Фиховер, Альфред Хеш, Доротея Эймерт, Макс Хейдер и дизайнер Герберт Титц основали первый, как они сами полагали, музей бумаги в Германии в полностью отремонтированных залах, в непосредственной близости от старой городской стены (Dürener Stadtbefestigung); музей был открыт для широкой аудитории в марте 1990 года. В июне 2000 года помещения музея были обновлены и расширены в соответствии с новыми требованиями к выставочным пространствам. Ещё одно перепроектирование и расширение музея началось 3 августа 2016 года — официальная церемония открытия состоялась 9 сентября 2018 года.
Музей бумаги в Дюрене представляет как традиционные, так и современные (промышленные) формы производства бумаги. Посетителем предлагается экспозиция об изготовлении папируса и пергамента — а также и о роли бумаги и картона в повседневной жизни. Музей располагает и собственной мастерской, где все желающие могут попробовать себя в роли автора небольшое произведения искусства (или предметы быта) из бумаги. Музейная коллекция насчитывает 30 000 листов с водяными знаками, созданными в XVIII и XIX веках; помимо этого представлены и произведения современного искусства, в которых задействована бумага или картон.